# Fogny

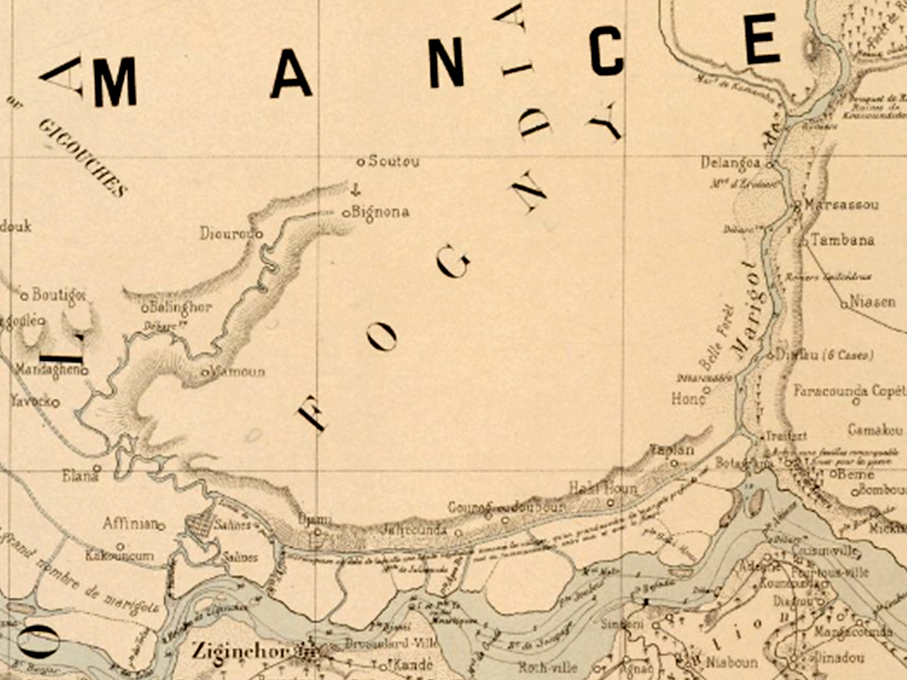
Localisation du Fogny sur une carte ancienne (1890)

Le Fogny (ou Fooñi) est une petite région de Casamance (Sénégal), située entre le fleuve Casamance et la Gambie, au nord de Ziguinchor.
Des localités telles que Bignona – la capitale –, Baïla, Sindian ou Diouloulou en font partie.

## Histoire
En 1878-1880 le Fogny est envahi par le chef mandingue Fode Kaba.
Le 7 mai 1893 celui-ci abandonne le Fogny à la France.